# أبوسوم الأنديز أبيض الأذن
أبوسوم الأنديز أبيض الأذن (الاسم العلمي:Didelphis pernigra)، هو نوع من الأبوسوم يتواجد في جبال الأنديز، بدءا من فنزويلا إلى بوليفيا.